# Sainte-Solange
Sainte-Solange är en kommun i departementet Cher i regionen Centre-Val de Loire i de centrala delarna av Frankrike. Kommunen ligger  i kantonen Les Aix-d'Angillon som tillhör arrondissementet Bourges. År 2022 hade Sainte-Solange 1 114 invånare.

## Befolkningsutveckling
Antalet invånare i kommunen Sainte-Solange
Referens:INSEE